# Pseudoparmelia chapadensis
Pseudoparmelia chapadensis är en lavart som först beskrevs av Lynge, och fick sitt nu gällande namn av Hale. Pseudoparmelia chapadensis ingår i släktet Pseudoparmelia och familjen Parmeliaceae.   Inga underarter finns listade i Catalogue of Life.